# Sillabario cipriota-minoico

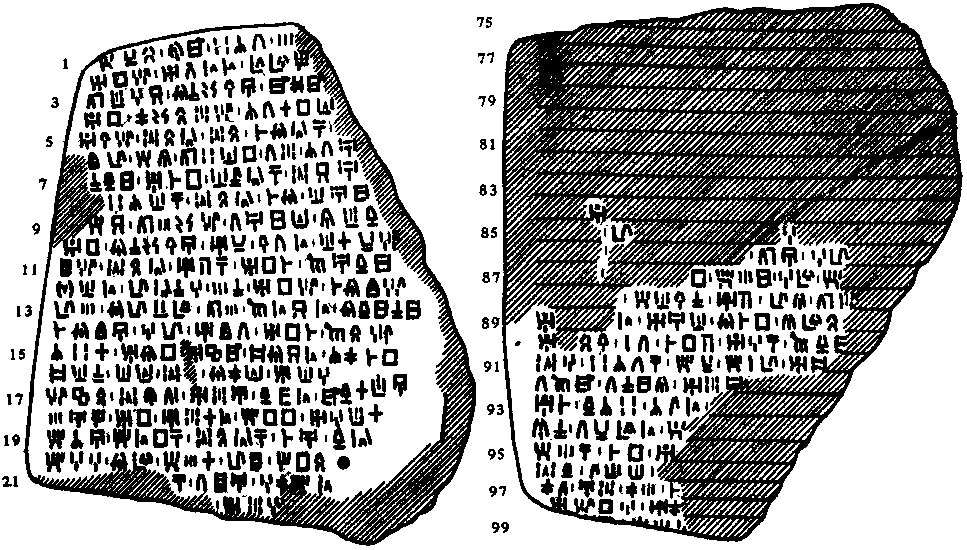
Disegno rappresentante iscrizioni in sillabario cipriota-minoico (1550-1050 a.C.)

Il sillabario cipriota-minoico (abbreviato CM) è una scrittura sillabica indecifrata usata nell'isola di Cipro durante la tarda età del bronzo (1550-1050 a.C. circa). Il termine “cipriota-minoico” venne coniato da Arthur Evans nel 1909 basandosi sulla somiglianza visuale con la Lineare A della Creta minoica, per cui si è pensato che il CM derivasse da essa. Approssimativamente sono stati trovati 250 oggetti portanti iscrizioni cipriote-minoiche, incluse tavolette d'argilla, piedistalli votivi, cilindri e sfere d'argilla. Le scoperte sono state fatte in vari siti intorno a Cipro, come pure nell'antica città di Ugarit sulle coste siriane.
Le iscrizioni sono state classificate in quattro gruppi strettamente correlati da Emilia Masson: CM arcaico, CM1 (anche conosciuto come Lineare C), CM2 e CM3, sebbene alcuni studiosi siano in disaccordo con questa classificazione. Poco è conosciuto riguardo a come questa scrittura si originasse, o quale lingua venisse scritta in CM. Tuttavia, il suo uso continuò nell'antica età del ferro, formando un collegamento al sillabario cipriota, il quale viene letto come greco ed è stato decifrato. 

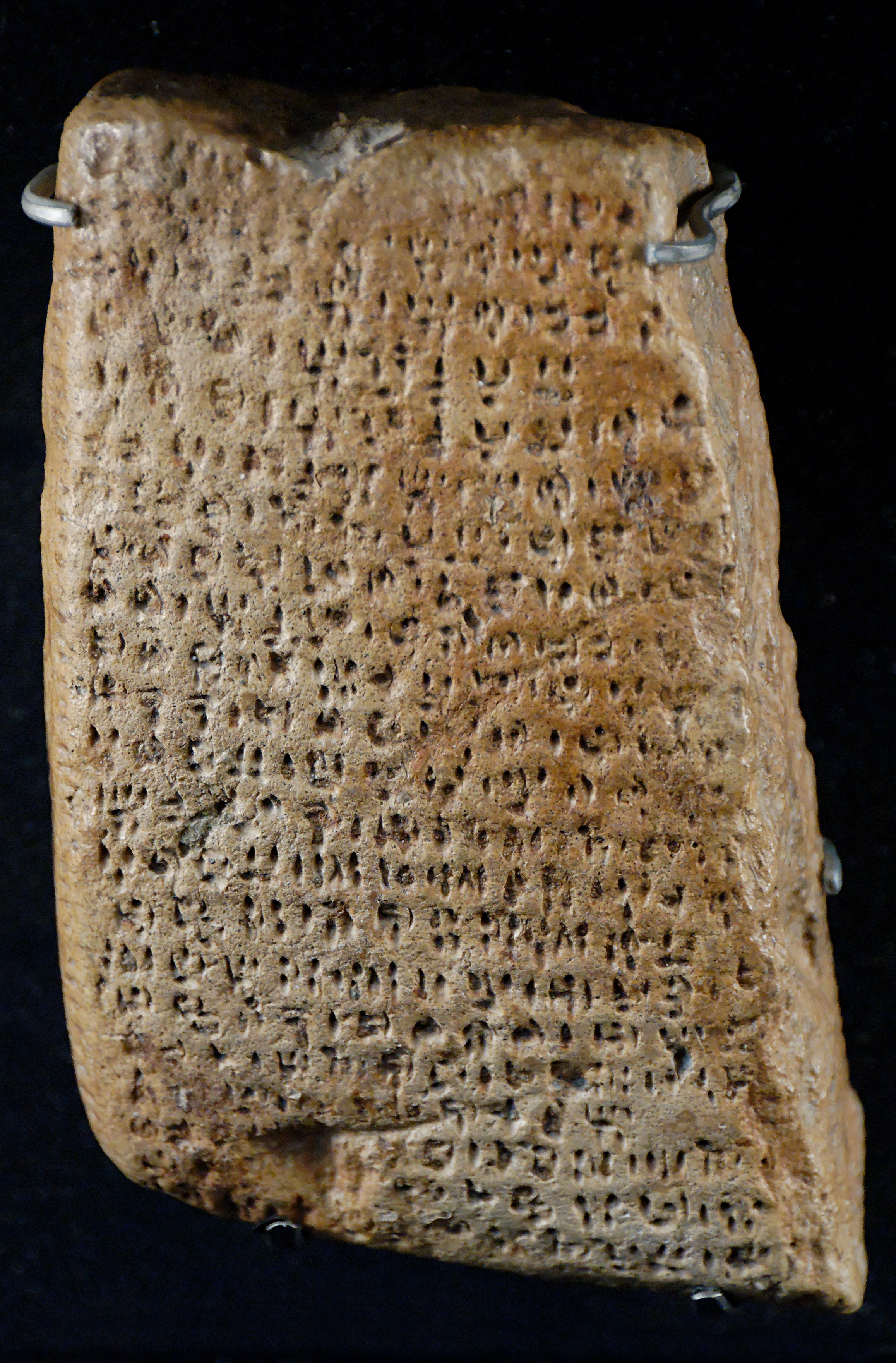
Tavoletta cipriota-minoica proveniente da Enkomi, oggi al Louvre.

## Reperti

### Tavolette d'argilla
Le più antiche iscrizioni conosciute in CM si trovano su una tavoletta di argilla scoperta nel 1955 nell'antico sito di Enkomi, nei pressi della costa meridionale di Cipro. Venne datata a circa 1500 anni a.C., e reca soltanto tre linee di scrittura. Altri frammenti di tavolette d'argilla sono state trovate a Enkomi e Ugarit.

### Sfere d'argilla
Dozzine di piccole sfere o palle d'argilla, ognuna recante 3-5 segni in CM1, sono state scoperte a Enkomi e Kition. 

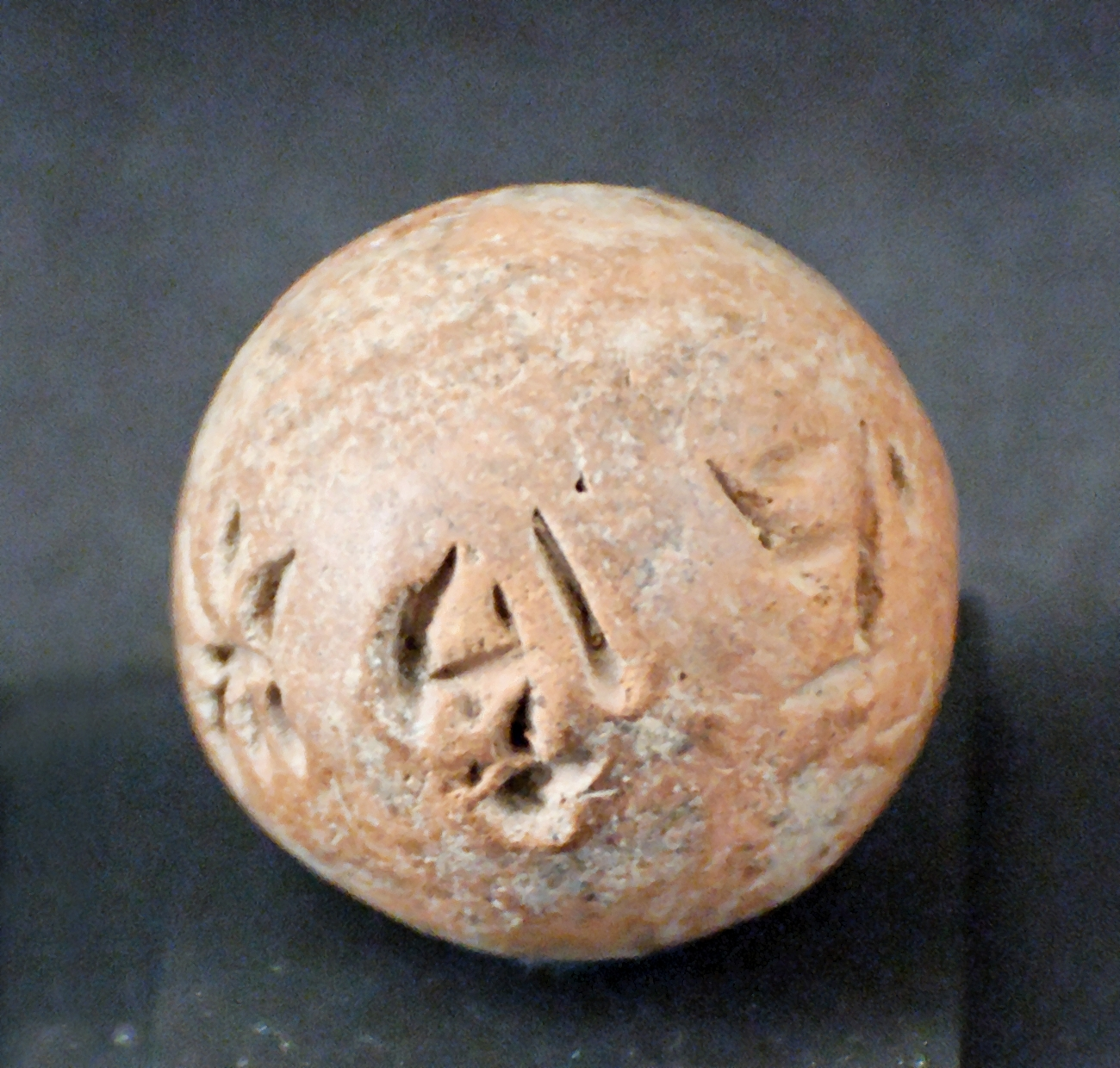
Sfera d'argilla cipriota-minoica, oggi al Louvre.

### Cilindri d'argilla
Sigilli d'argilla sono stati scoperti a Enkomi e Kalavassos-Ayios Dimitrios, alcuni dei quali recano lunghi testi (più di 100 caratteri). È molto probabile che le sfere e i sigilli cilindrici siano relazionati alla conservazione di documenti economici nella Cipro minoica, considerando il grande numero di riferimenti incrociati tra i testi.

## Problemi nella decifrazione
La raccolta estesa del cipriota-minoico non è grande abbastanza da permettere l'uso isolato di una soluzione crittografica di decifrazione. Attualmente, il numero totale di segni, nelle formali iscrizioni cipriote-minoiche (approssimativamente 2500), si confronta sfavorevolmente con il numero conosciuto dei documenti della indecifrata Lineare A (oltre 7000) e il numero disponibile in Lineare B (quando essa venne decifrata), approssimativamente 30.000. Inoltre lingue differenti possono essere state rappresentate dallo stesso sottosistema cipriota-minoico, e senza la scoperta di testi bilingui, o molti più testi in ogni sottosistema, la decifrazione è estremamente improbabile. Secondo Thomas G. Palaima, "tutti gli schemi attuali e del passato di decifrazione del cipriota-minoico sono improbabili". Nel luglio 2009 dei ricercatori della Styne University sono riusciti a decifrare approssimativamente la raccolta in ogni sottosistema con ottimi risultati.

## Sviluppi recenti
- Nel 1998, Joanna S. Smith e Nicolle Hirshfeld ricevette nel 1998 il Best of Show Poster Award all'annuale convegno dell'Archaeological Institute of America per il loro lavoro sul progetto riguardo al corpus cipriota-miceneo, il quale mira a creare una completa e accurata raccolta di iscrizioni del CM, e dibattiti archeologici ed epigrafici riguardo a tutte le attestazioni.[6]